# Arkema

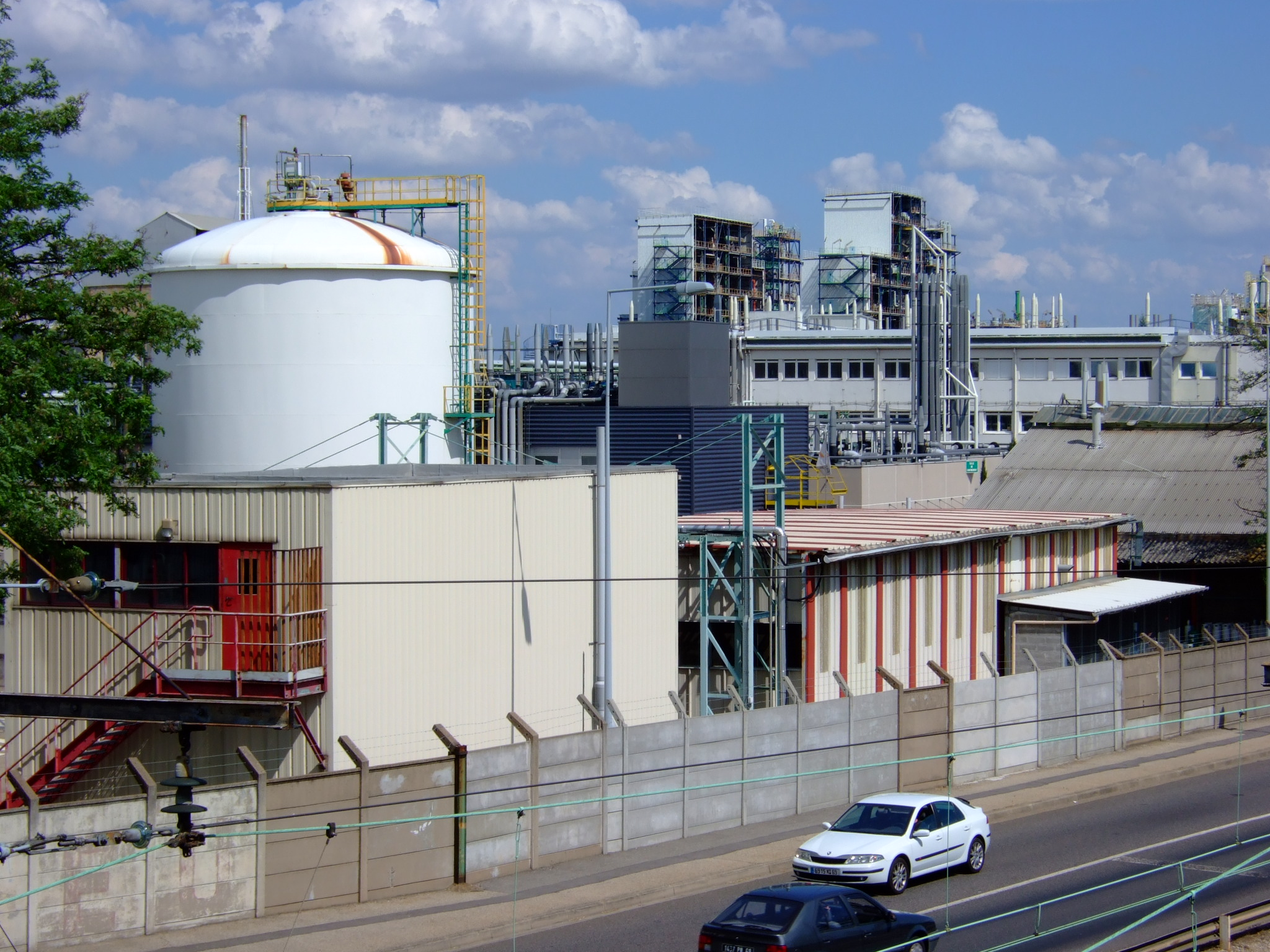
Werk Pierre-Bénite

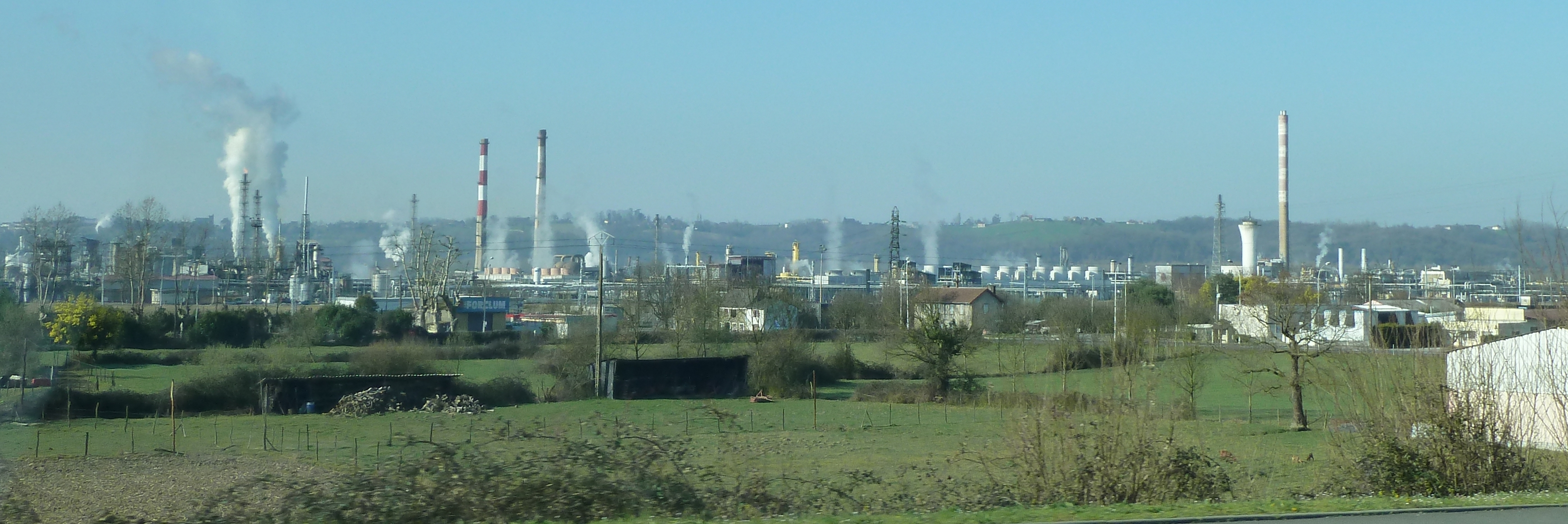
Werk Lacq

Arkema ist ein französisches Unternehmen mit Firmensitz in Colombes.
Das Unternehmen ist in der Herstellung verschiedener petrochemischer Produkte tätig.
Bei Arkema sind rund 20.000 Mitarbeiter beschäftigt. Das Unternehmen entstand 2004 aus einer Abspaltung vom französischen Unternehmen Atofina, das aus den Chemieunternehmensbereichen der beiden Unternehmen TotalFina und Elf entstand.
Die Tochtergesellschaft Altuglas ist ein großer PMMA-Hersteller.

## Geschichte
1983 wurde das Unternehmen Atochem durch die Reorganisation aller Chemieaktivitäten von Elf Aquitaine sowie die Übernahme der ATO Chimie (Aquitaine Total Organico), Chloé Chimie und teilweise der PCUK (Produits Chimiques Ugine Kuhlmann) geschaffen. Einige Jahre später, 1990, wurde Orkem aufgespalten und überwiegend von der Atochem übernommen, nur die Spezialchemie ging an Total. Außerdem übernahm Atochem im gleichen Jahr Montedisons Hydroperoxidesparte.
Nach der Fusion von Total und Elf 1999 wurden ein Jahr später die Chemieaktivitäten als Atofina ausgelagert. 2004 folgte die Gründung von Arkema. Die Agrochemie wurde 2007 als CEREXAGRI an das indische Unternehmen United Phosphorus verkauft.
2012 wurde die PVC-Sparte mit Produktionsanlagen in Berre-l’Étang (PVC), Balan (PVC), Saint-Fons (PVC), Saint-Auban (PVC), Fos-sur-Mer (Vinylchlorid), Lavéra (Chlormethan, Vinylchlorid) und Vauvert (Sole) für symbolische 1 € an Klesch verkauft, welche jedoch im März 2013 damit in den Konkurs ging.
2021 kaufte Arkema den Geschäftsbereich Klebstoffe von Ashland für knapp 1,4 Mrd. EUR. Die Übernahme wurde am 28. Februar 2022 vollendet.

## Hauptgeschäftsfelder
Die drei Geschäftsfelder der ARKEMA sind High Performance Materials, Industrial Specialties und Coating Solutions.

## Standorte
Arkema ist mit seinen 136 Produktionsstätten, davon 60 in Europa, 37 in Nordamerika und 39 in Asien (Stand 2017) in insgesamt 55 Ländern weltweit vertreten. Außerdem gehören drei große Forschungszentren zur ARKEMA-Gruppe.

### Deutschland
In Deutschland beschäftigt ARKEMA etwa 420 Mitarbeiter und hat seinen Hauptsitz in Düsseldorf. Zu den Produktionsstätten gehören Günzburg (organische Peroxide), Kirchheimbolanden (Wasserstoffperoxid), Leuna (Wasserstoffperoxid), Vasdorf (Odorierungsmittel für Erdgas (THT)) und Zwickau (Kunstharze und Lacke).

## Medienberichte
Arkema betreibt in Crosby (Texas) ein Werk, das unter anderem organische Peroxide herstellt. Ende August 2017 wurde es in Folge der Auswirkungen von Hurrikan Harvey überschwemmt. Die Mitarbeiter und Anwohner wurden evakuiert. Am 31. August ereigneten sich zwei Explosionen, die durch die Unterbrechung der Stromversorgung der Kühlung einer Produktionsanlage verursacht wurden. Das Wasser stand in dem Werk fast zwei Meter hoch. Die Evakuierungszone hatte einen Umkreis von etwa zwei Kilometern. Im August 2017 arbeiteten 57 Mitarbeiter in diesem Werk.